# Envigado
Envigado är en kommun och stad i västra Colombia, och är belägen strax söder om Medellín i departementet Antioquia. Staden ingår i Medellíns storstadsområde och kommunen hade 187 921 invånare år 2008 med 179 589 invånare i centralorten. Envigado grundades 1775 och blev en egen kommun 1814.